# 3-я Прядильная улица
3-я Пряди́льная улица — улица в Восточном административном округе города Москвы на территории района Измайлово.

## Происхождение названия
Название дано в 1960 году в честь расположенной рядом Измайловской прядильно-ткацкой фабрики.

## Описание
Улица является продолжением на северо-запад Измайловского бульвара, при этом она имеет одностороннее движение с востока на запад (как на соответствующей ей половине бульвара). Вместе со 2-й Прядильной они образуют равнобедренный треугольник с Измайловским проездом в качестве основания.

## Транспорт
По улице проходят автобусные маршруты 34, 34к и 634. Рядом с началом улицы на Измайловском бульваре расположена остановка «3-я Парковая улица» автобусного маршрута т51. К югу от улицы находится станция метро «Измайловская», к юго-востоку — «Первомайская».

## Примечательные здания и сооружения
На улице расположены 37 домов.
- № 15А — детский сад № 782 и гостиница.

Детский сад не функционирует с 2015 года. В его здании находится офисный центр.